# Lardal
Lardal este o comună din provincia Vestfold, Norvegia.
Are o suprafață de 277,69 km². Populația este de 2.474 locuitori, determinată în 1 ianuarie 2016, prin estimare[*].